# Kościół Narodzenia Najświętszej Maryi Panny w Kotłowie
Kościół Narodzenia Najświętszej Maryi Panny w Kotłowie – zabytkowy kościół parafialny w Kotłowie, w gminie Mikstat w powiecie ostrzeszowskim.

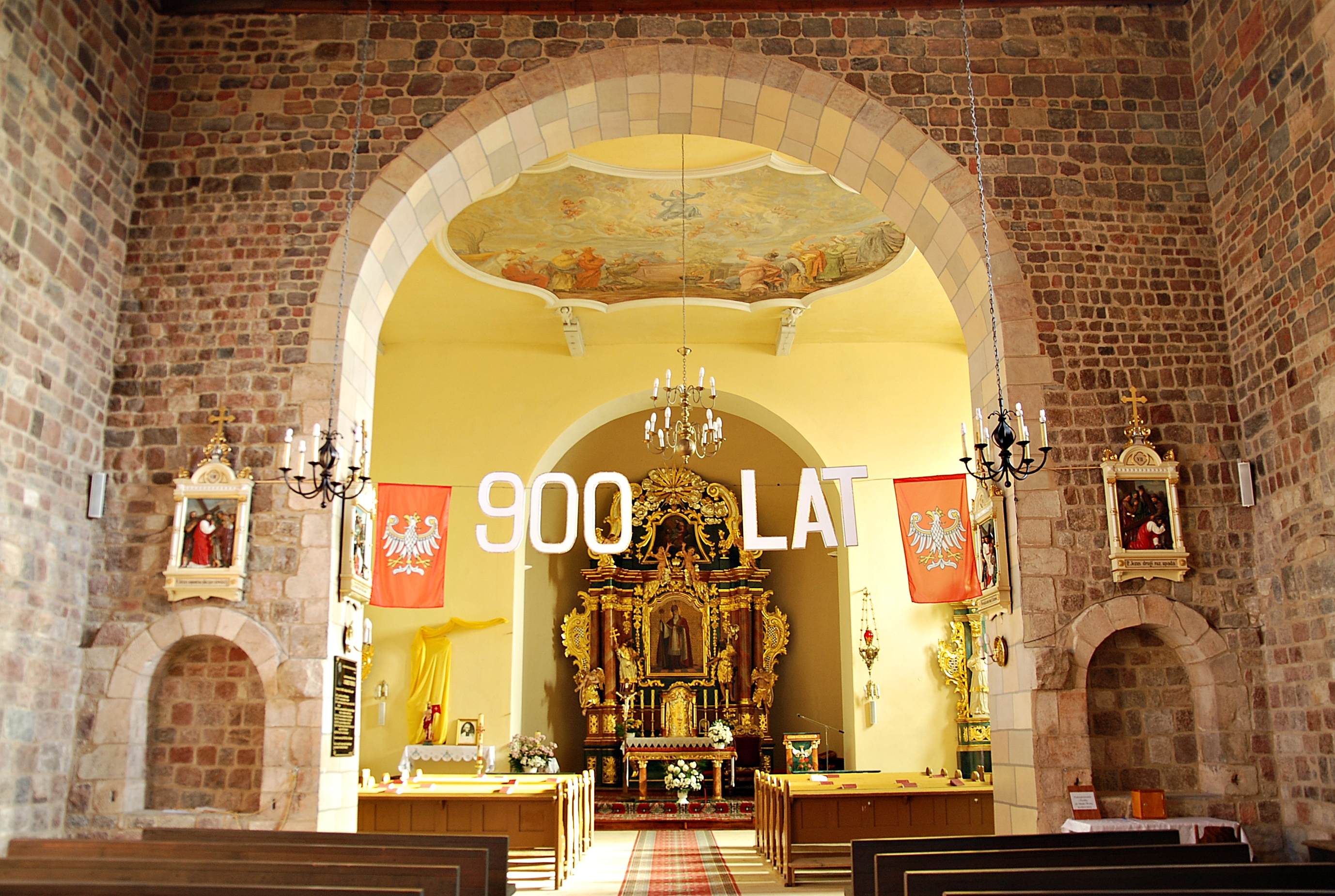
Wnętrze

Kościół usytuowany na wzgórzu górującym nad okolicą (o wysokości 230 m n.p.m.), będącym pozostałością moreny czołowej lodowca. W okolicy są cztery kościoły, które „się widzą” – w Kotłowie, Wysocku Wielkim, Chełmcach i Ołoboku, dzięki położeniu na wzgórzach górujących nad okolicą.
Data budowy kościoła w Kotłowie jest przedmiotem sporów historyków. Według jednych kościół datowany jest na rok 1108 i według kroniki Jana Długosza ufundowany został przez Piotra Włostowica. Świadczyć mają o tym między innymi zachowane rzeźby, dekorujące elementy konstrukcyjne (głowa ludzka, zwierzęce maski na rogach, między którymi wisi winogrono, lew kroczący z otwartą paszczą). Inni twierdzą, że kościół pochodzi z połowy XII w., o czym świadczy rzut nawy, zbliżony do kwadratu, półkoliste sklepienie absydy oraz konstrukcja portalu. Kościół ten mógł ufundować w tym okresie książę Mieszko III Stary, podobnie jak kolegiatę św. Pawła Apostoła w Kaliszu, do programu której nawiązuje kościół w Kotłowie. Niezależnie od tego kościół w Kotłowie należy do jednych z najstarszych zabytków budownictwa romańskiego w Wielkopolsce.
Podstawowym surowcem do budowy kościołów romańskich były kamienie granitowe naniesione w trakcie epoki lodowcowej. Romańskie mury kościoła w Kotłowie o grubości 1,4 m wykonane są z ciosanego granitu. Powierzchnie kamieni używanych do budowy obrabiano starannie przy pomocy młotków, dążąc do uzyskania kształtu sześcianu. Zewnętrzne i wewnętrzne lica ścian stanowią warstwy obrobionych kamieni granitowych, ułożonych w wyraźnych poziomych liniach, spojonych zaprawą wapienną. Wnętrze ścian wypełniano gruzem, pochodzącym z obróbki kamieni użytych do wykonania ścian licowych lub mniejszych kamieni i zalewano zaprawą wapienną. Do budowy kościołów romańskich oprócz kamieni granitowych używana był także piaskowiec, przede wszystkim do oprawy otworów okiennych, a także cegła. W Kotłowie z piaskowca wykonany został portal. Wzgórze, na którym zbudowano kościół i przylegający do niego cmentarz otoczone są murami wykonanymi z kamieni granitowych.
W 1457 roku Kazimierz IV Jagiellończyk nadał kościół kanonikom regularnym laterańskim z Kalisza. Ich własnością pozostawał do sekularyzacji majątków klasztornych i przejęcia ich przez Królestwo Pruskie w latach 20. XIX w.
Kościół był kilkakrotnie przebudowywany, między innymi w 1721 dobudowana została barokowa wieża, a w latach 1905–1908 transept. W ścianach nawy zachowały się pierwotne okna romańskie i dwa zamurowane portale. Obecny kształt wynika z ostatniej przebudowy na początku XX w.
Barokowe i rokokowe wyposażenie wnętrza pochodzi głównie z XVIII w. Najcenniejszym skarbem kościoła jest znajdujący się w ołtarzu głównym obraz Matki Bożej Kotłowskiej, przedstawionej z Dzieciątkiem, którą adorują św. Stanisław i św. Wojciech. Obraz ten, wykonany w 1605 roku, przez wieki przyciągał do świątyni licznych pątników i pielgrzymów.